# Anissa Kate
Pour les articles homonymes, voir Kate.
Anissa Kate est une actrice et réalisatrice de films pornographiques française travaillant en France et à l'international, née le 7 mai 1987 à Lyon (France). Elle a interprété de nombreux films comportant des scènes de sodomie ce qui lui vaut le surnom de « Queen of Anal ».

## Biographie
Anissa Kate naît le 7 mai 1987 à Lyon (France) de parents d'origine kabyle et italienne,. Elle connaît, à partir de ses 17 ans, une courte période libertine où elle accomplit ses premières expériences bisexuelles, de triolisme.

### Vie privée
Anissa Kate a eu recours à la chirurgie esthétique pour remodeler son nez et supprimer un défaut à une oreille.
Elle habite en Espagne, ce qu'elle explique ainsi : « Je suis à une cinquantaine de kilomètres d’Alicante. J’aime le soleil, la vie y est moins chère qu’en France et j’ai une totale tranquillité ».
Elle a été mariée, sans avoir eu d'enfant.

### Carrière
Adolescente, Anissa découvre les films porno en crypté sur la chaîne Canal+, elle explique que cela a eu un impact sur sa sexualité et que c'est probablement une des raisons qui l'ont conduite vers l'univers du film pour adultes.
Elle s'ennuie en première année de master Économie et Management, option banque-finance (à l'université Jean-Monnet) et s'adonne très tôt au libertinage en fréquentant les clubs échangistes de Lyon. Elle abandonne ses études,  pour s'investir dans la pornographie en 2011 avec le film Ultimate French Girl 3 réalisé par son ex-mari Alexandre Legland, avec Tony Carrera pour partenaire. Elle joue ensuite dans le film DXK, avec Christophe Clark, avant de travailler au Royaume-Uni pour des studios tels qu'Harmony.
Six mois plus tard, elle décide de poursuivre sa carrière aux USA pour « se faire un nom à l'international »avec des productions ayant une visibilité mondiale, puis elle déménage en Espagne. Elle tourne dans plusieurs films étrangers et remporte à trois reprises l'AVN Award de la meilleure actrice étrangère,, et acquiert une notoriété bien supérieure à celle qu'elle connaissait dans son pays natal.
Anissa Kate fait une pause dans sa carrière d'actrice en 2017. Exerçant plusieurs activités qu'elle qualifie de « petits boulots », notamment comme hôtesse d'accueil en entreprise, elle est alors reconnue par deux fois au cours de cette tentative de rhabillage. En 2018, elle annonce son retour comme actrice pornographique[réf. nécessaire].
Dans une Interview au Roads Magazine, réalisée en 2013, elle déclare que les raisons qui l'ont poussée à faire de la pornographie sont : « l’argent, les voyages et une liberté de travail qui me plaît ».

## Filmographie partielle
Actrice prolifique, Anissa Kate est apparue dans quelque 1 128 films depuis 2011 et se produit toujours en 2023. Cela comprend des sketches et des compilations sur le Web.
- La Vengeance d'Anissa
- Black Sexe Addict[16]
- 2011 : DXK
- 2011 : Top Wet Girls 11
- 2012 : In Bed with Katsuni, de Katsuni
- 2012 : Balls Deep Anal Nymphos
- 2012 : Between My Tits
- 2012 : Breast Buddies
- 2012 : Jiggling Good Times
- 2012 : Let's Try French... Kissing
- 2012 : Please Fuck My Tits
- 2012 : Pure Sensuality 1
- 2012 : Titty Creampies 2
- 2013 : Girls of Bang Bros 22: Anissa Kate
- 2013 : Innocente
- 2014 : Anal Sweetness 2
- 2014 : Anissa Kate Swallows A Big Load
- 2014 : Deep Throat in Paradise
- 2014 : Digging Deep into Anissa
- 2014 : Deep Throat Resort
- 2014 : Frenchie Anissa Kate Tight Juicy Pussy Filled
- 2014 : Hardcore Fever
- 2014 : Load Of Cum Over Her Pretty Face
- 2014 : Me, Myself And I
- 2014 : Secretary With Glasses
- 2014 : Silent Sex
- 2015 : Anissa Does Anal
- 2015 : Anissa Kate Looking Hot Solo
- 2015 : French Fox Gives Pov Footjob In High Heels and Barefeet
- 2015 : Glorious Footjob
- 2015 : Manon's Perfume
- 2016 : Anissa Kate Gets A Creampie
- 2016 : Butt Plug Pleasures - Hot Babe Massages Her Feet and Toes
- 2016 : French Masturbator
- 2016 : Her Toy Gives Her Joy - Sultry French Beauty Satisfied Herself
- 2016 : Lezboxx 5
- 2016 : Pussy Party (II)
- 2016 : Sexy Show and Tell - Glamour Sex Goddess Interview
- 2017 : Big Tits French MILF Wants Creampie
- 2017 : Big Tits Patient Swallows Docs Cum
- 2017 : Busty Mature Lesbians Pussy Eating
- 2017 : Carnal Spa Visit: Busty French Milf Fingers Her Wet Pussy
- 2017 : Ready For Jackoff: Busty Babe Titty Fucked And Ass Fingered
- 2017 : Sexy French Maid Makes You Cum Inside her Twice
- 2017 : Outland 2: Looking for Freedom
- 2017 : Luxure 8: Comblées par d'autres
- 2017 : Public Bang
- 2018 : Girls Love Natural Breasts 2
- 2018 : Sex Dance
- 2019 : Anal Cream Pies 5
- 2019 : Anissa's Double Penetration
- 2019 : Desiderando Roberta
- 2019 : Epic Anal Creampie
- 2019 : Rocco's Abbondanza 7
- 2019 : Stepson's Dick Goes Deep
- 2019 : Tit and Ass Fucking with Anissa and Sharon
- 2018 : Women Seeking Women 150
- 2019 : Women Seeking Women 165
- 2020 : Anissas Creampie
- 2020 : Pulsions 2
- 2020 : Pussy Eating Orgasms
- 2020 : Sex Friends Gorges du Verdon 1
- 2022 : Revenge
- 2023 : Milf Face Sitting Compilation

Une filmographie plus complète est consultable ici
Elle a également réalisé 40 films dont la liste est consultable ici

## Distinctions
Kate est la seule actrice à remporter par trois fois, en 2014, 2015 et 2019, le prix de la meilleure actrice étrangère de l'année aux AVN Awards, , .

### Récompenses
- 2013 : AVN Galaxy Awards : Meilleure nouvelle actrice européenne
- 2014 : AVN Awards : Meilleure performeuse étrangère (Female Foreign Performer of the Year)[17]
- 2014 : XBIZ Awards : Best Scène – All-Girl « Anissa Kate / Ariel Rebel » pour Pornochic 24[18]
- 2015 : AVN Awards Meilleure actrice étrangère de l'Année (Female Foreign Performer of the Year)[19]
- 2017 : XBIZ Awards : Meilleure scène de sexe dans un film parodique (Best Scene - Parody Release) pour Storm of Kings[20]
- 2019 : AVN Awards Meilleure actrice étrangère de l'Année (Female Foreign Performer of the Year)[14]

### Nominations
- 2013 : AVN Awards : Best Group Sex Scène (Meilleure scène de sexe en groupe) - The Initiation of Anissa Kate avec Prince Yahshua, Marco Banderas et Tony DeSergio
- 2013 : AVN Awards : Best Sex Scène in a Foreign-Shot Production (Meilleure scène de sexe dans une production étrangère) - Den of Depravity avec Ian Scott et Omar Williams.
- 2013 : AVN Awards : Female Foreign Performer of the Year (Actrice étrangère de l'année)
- 2013 : XBIZ Awards : Best Scène (Meilleure scène) – Gonzo/Non-Feature Release - Angels of Debauchery 9 avec Mark Ashley
- 2013 : XBIZ Awards : Foreign Female Performer of the Year
- 2013 : Venus Awards :	Best Actress - International	(Meilleure actrice étrangère)[21]
- 2013 : 	NightMoves Award :	Best Boobs	(Les plus beaux seins)[21]
- 2014 : 	AVN Awards :	Best Sex Scene in a Foreign Shot Production	(Meilleure scène de sexe dans une production étrangère)	-	19th Birthday Present: The Greatest Orgy avec Ava Dalush, Cathy Heaven, Erika Bellucci, Jasmine Jae, Henessy, Karlie Simon, Crystal Rush, Lindsey Olsen, Irina Bruni, Mira Sunset, Nataly Gold, Polly Sunshine, Savannah Secret et Sharon Lee
- 2014 : 	AVN Awards :	Best Double Penetration Sex Scene	(Meilleure scène de sexe avec une double pénétration)	-	DP Fanatic 2 avec Mick Blue et Ramon Nomar
- 2014 : 	AVN Awards :	Female Foreign Performer of the Year	(Actrice étrangère de l'année)
- 2014 : 	XBIZ Awards :	Foreign Female Performer of the Year	(Actrice étrangère de l'année)
- 2015 : 	AVN Awards :	Best Sex Scene in a Foreign-Shot Production	(Meilleure scène de sexe dans une production étrangère)	-	Hardcore Fever avec Mugur et Totti
- 2015 : 	AVN Awards :	Female Foreign Performer of the Year	(Actrice étrangère de l'année)
- 2015 : 	XBIZ Awards :	Foreign Female Performer of the Year	(Actrice étrangère de l'année)
- 2015 : 	NightMoves Award :	Best Boobs	(Les plus beaux seins)
- 2016 : 	AVN Awards :	Female Foreign Performer of the Yea	(Actrice étrangère de l'année)
- 2016 : 	AVN Awards :	Best Sex Scene in a Foreign-Shot Production	(Meilleure scène de sexe dans une production étrangère)	-	Secrétaire à lunettes avec James Brossman
- 2016 : 	XBIZ Awards :	Foreign Female Performer of the Year	(Actrice étrangère de l'année)
- 2016 : 	NightMoves Award :	Best Boobs	(Les plus beaux seins)
- 2016 : 	IAFD Spank Bank Awards	Imported Temptress of the Year	(Tentatrice importée de l'année - Actrice étrangère de l'année)[21]
- 2017 : 	AVN Awards :	Best Sex Scene in a Foreign-Shot Production	(Meilleure scène de sexe dans une production étrangère)	-	Manon's Perfume avec Dean Van Damme, Max Casanova, Mike Angelo
- 2017 : 	XBIZ Awards :	Foreign Female Performer of the Year	(Actrice étrangère de l'année)
- 2017 : 	XBIZ Awards :	Best Scene - Parody Release	(Meilleure scène sur un film parodique)	-	Storm of Kings avec Jasmine Jae et Ryan Ryder
- 2018 : 	AVN Awards :	Best Sex Scene in a Foreign-Shot Production	(Meilleure scène de sexe dans une production étrangère)	-	Outland II: Looking for Freedom avec Franceska Jaimes et Nacho Vidal
- 2018 : 	AVN Awards :	Female Foreign Performer of the Year	(Actrice étrangère de l'année)
- 2018 : 	XBIZ Awards :	Foreign Female Performer of the Year	(Actrice étrangère de l'année)
- 2018 : 	IAFD Spank Bank Awards	VR Star of the Year	(Star de la VR de l'année)
- 2018 : 	IAFD Spank Bank Awards	Exotic Femme Fatale of the Year	(Femme fatale exotique de l'année - Actrice étrangère de l'année)
- 2018 : 	IAFD Spank Bank Awards	European Enchantress of the Year	(Enchanteresse européenne de l'année - Actrice Européenne de l'année)
- 2019 : 	AVN Awards :	Female Foreign Performer of the Year	(Actrice étrangère de l'année)
- 2019 : 	XBIZ Awards :	Foreign Female Performer of the Year	(Actrice étrangère de l'année)
- 2020 : 	AVN Awards :	Female Foreign Performer of the Year	(Actrice étrangère de l'année)
- 2020 : 	XBIZ Awards :	Foreign Female Performer of the Year	(Actrice étrangère de l'année)
- 2020 : 	IAFD Spank Bank Awards	Size Queen
- 2020 : 	IAFD Spank Bank Awards	European Enchantress of the Year	(Enchanteresse européenne de l'année - Actrice Européenne de l'année)
- 2020 : 	IAFD Spank Bank Awards	Cuckold Queen of the Year	(Reine cocufiante de l'année)
- 2020 : 	IAFD Spank Bank Awards	Best Body Built For Sin	(Meilleur corps pour le péché)
- 2021 : 	AVN Awards :	Female Foreign Performer of the Year	(Actrice étrangère de l'année)
- 2023 : 	AVN Awards :	Best International Group Sex Scene -	Revenge avec Emily Willis, Carollina Cherry, Cherry Kiss, Clara Mia, Clea Gaultier et Marcello Bravo